# 布尔萨省
布尔萨省（土耳其語：Bursa ili）是位于土耳其西部马尔马拉海沿岸的一个省，首府布尔萨。